# Céline Broeckaert
Céline Broeckaert (Gent, 9 januari 1981) is een Vlaamse theatermaakster, schrijfster en impactproducente die vooral bekend is om delicate en moeilijke thema's bespreekbaar te maken. Haar monoloog Drie stemmen - een kankermonoloog uit 2017 werd 80 maal opgevoerd en handelt over intimiteit tijdens/na kanker. Het is een ander jaar was een literaire voorstelling en dialoog met Marjan Meganck, gebaseerd op het gelijknamige boek dat het heel persoonlijke relaas vertelt van leven met, en na borstkanker. 
Samen met fysicus Frank Verstraete schreef Céline de populariserende bestseller Waarom niemand kwantum begrijpt - en iedereen er toch iets over moet weten (Lannoo 2023). In juni 2025 verscheen de Engelse vertaling (Why Nobody Understands Quantum Physics and Everyone Needs to Know Something About It, Macmillan) en werd het boek voorgesteld in de Royal Institution, de bakermat van wetenschapspopularisatie.